# LSS 4067
LSS 4067, còn được gọi là CD & trừ; 38 ° 11748, là sao loại siêu khổng lồ loại O nằm trong chòm sao Scorpius, rất gần thiên hà. Nó là một phần của cluster mở HM 1, mặc dù khoảng cách của nó không nổi tiếng; nó có thể nằm trong khoảng từ 9.500 đến 12.700 năm ánh sáng (2900 đến 3900 parsec s) cách xa Earth. Mặc dù là một siêu khổng lồ màu xanh, nó cực kỳ bị đỏ bởi tuyệt chủng giữa các vì sao, do đó magnitude của nó sáng hơn cho bước sóng dài passband.
LSS 4067 có độ lớn cường độ tuyệt đối bolometric độ lớn −11.4, biến nó thành sao sáng nhất được biết. Thật vậy, nhiều ngôi sao nóng nhất và phát sáng nhất được biết đến là siêu hình loại O, hoặc sao Wolf-Rayet s. LSS 4067 có quang phổ khác thường, với nhiều dòng phát xạ bao gồm N III và He II, do đó "f" trong quang phổ Vì phổ phổ bất thường này, việc phân loại ngôi sao hoặc suy luận tính chất của nó đã tỏ ra tương đối khó: ví dụ, nhiệt độ hiệu quả được dự đoán là quá lạnh và trọng lực bề mặt quá cao.